# Aspidoras virgulatus
Aspidoras virgulatus es una especie de pez de la familia Callichthyidae en el orden de los Siluriformes.

## Distribución geográfica
Se encuentran en Sudamérica: Brasil (Ríos costeros de Espírito Santo).